# Marshall Williams
Marshall Williams (* 31. července 1989 Winnipeg, Manitoba) je kanadský herec, model a hudebník.

## Životopis
V letech 2007 a 2008 byl účastníkem soutěže Canadian Idol. Pracoval jako model pro značky Abercrombie & Fitch, Hollister, Diesel, Mattel a M.A.C. Cosmetics, a také předváděl na Toronto Fashion Week a Los Angeles Fashion Week. Dále účinkoval v roli Alberta Bankse ve filmu z produkce Disney Channel, s názvem Dokonalý KLUK.
Objevil se v šesté a zároveň poslední sérii hudebního seriálu Glee jako homosexuální fotbalista Spencer Porter.

## Filmografie
| Rok  | Název                          | Role                  | Poznámky                       |
| ---- | ------------------------------ | --------------------- | ------------------------------ |
| 2005 | Bobby Speaking                 | Obuvník               |                                |
| 2010 | High Society                   | Marshall Williams     | Epizoda: "Page Sixed"          |
| 2010 | Být Erikou                     | Frat Brother          | Epizoda: "Two Wrongs"          |
| 2011 | Výjimeční                      | Středoškolský student | Epizoda: "Never Let Me Go"     |
| 2011 | Desperately Seeking Santa      | Model                 | Televizní film                 |
| 2012 | Mé pravé já                    | Kovbojský student     | Epizoda: "Cooper Collegiate"   |
| 2012 | Todd and the Book of Pure Evil | Boyce                 | Epizoda: "B.Y.O.B.O.P.E."      |
| 2012 | Moje chůva upírka              | Tad                   | Epizoda: "Flushed"             |
| 2013 | Nemocnice Hope                 | Justin                | Epizoda: "I Watch Death"       |
| 2013 | Pete's Christmas               | Mike Bronski          | Televizní film                 |
| 2014 | Dokonalý KLUK                  | Albert Banks          | Film z produkce Disney Channel |
| 2014 | Headcase                       | Agent Donegan         |                                |
| 2015 | Glee                           | Spencer Porter        | Vedlejší role v 6. sérii       |